# Vilano
Vilano è una frazione del comune di Cantiano in provincia di Pesaro e Urbino.
È situata a 555 m s.l.m.
Ogni estate a Vilano ha luogo la festa della Madonna della Neve.

## Storia

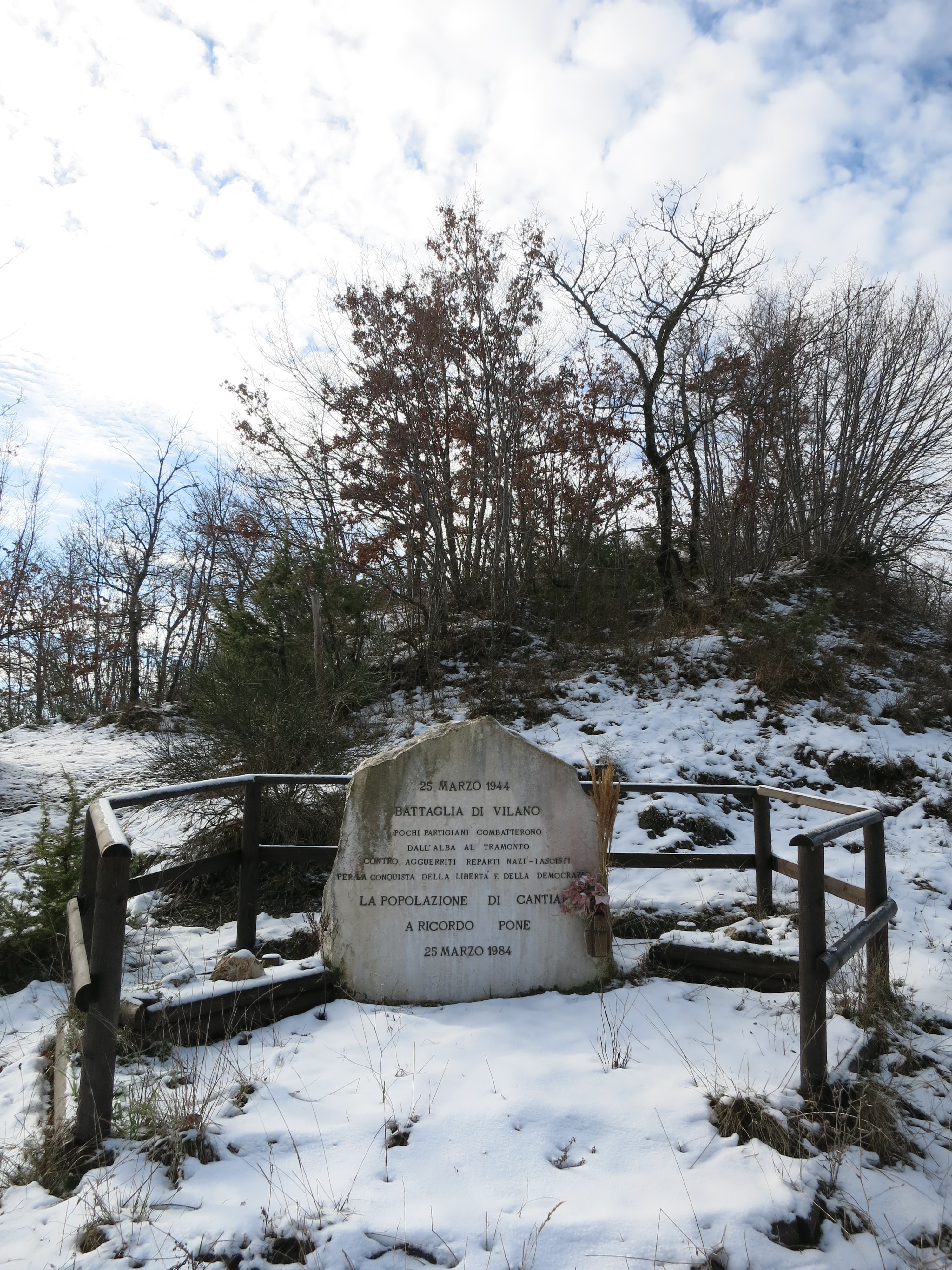
Lapide a ricordo della battaglia di Vilano

La frazione fu teatro della battaglia di Vilano, un episodio della Resistenza che si verificò il 25 marzo 1944: sulle montagne che sovrastano Cantiano un gruppo di partigiani fu ingaggiato in uno scontro con le truppe nazi-fasciste. I primi, nonostante l'inferiorità numerica (un'ottantina contro cinquecento), costrinsero i secondi alla ritirata.